# Galaxisok
A Galaxisok (korábban: Szabó Benedek és a Galaxisok) egy 2013-as alapítású magyar könnyűzenei együttes.

## Története
Az együttest 2013 tavaszán alapította a bajai születésű, akkor huszonhat éves Szabó Benedek. A szerzői kiadásban megjelent Kapuzárási Piknik és A legszebb éveink lemezek a kor huszonéveseinek kétségeit, vágyait és félelmeit dolgozzák fel. A lemezek hangzásvilágára leginkább Cseh Tamás, a Neutral Milk Hotel, az Illés, a The Magnetic Fields és a Kaláka volt hatással.

## Diszkográfia
- Kapuzárási Piknik (2013)
- A legszebb éveink (2015)
- Focipályákon sétálsz át éjszaka (2017)
- Lehet, hogy rólad álmodtam (2018)
- Cím nélküli ötödik lemez (2020)
- Történetek mások életéből (2020)
- Minket ne szeress! (2023)
- Ellenszélben (2024)

## Tagok

### Jelenlegi tagok
- Szabó Benedek - ének, gitár, zongora (2013-)
- Bradák Soma - dob (2013-)
- Günsberger Ákos - gitár (2014-)
- Sallai László - basszusgitár (2015-)

### Korábbi tagok
- Futó Péter "Jacopo" - billentyűk (2013-2014)